# Mora moro
La mora común, también llamada merluza canaria, Farol o mollera moranella, es la especie Mora moro que a su vez es la única del género Mora, un pez gadiforme de la familia de los móridos, distribuido por la mayor parte de los mares del planeta. Su importancia pesquera comercial es escasa; no obstante en algunos lugares del Cantábrico es pescada por embarcaciones de mediano tamaño mediante palangre de fondo.

## Anatomía
La longitud máxima más común es de unos 45 cm, aunque se han descrito especímenes de 80 cm. No presenta espinas duras en ninguna de sus aletas; los ojos son relativamente grandes, mayores que el diámetro del hocico; es muy característico que la aleta anal se origina cerca de la mitad del cuerpo con una hendidura profunda en su mitad, llegando en ocasiones a partirse en dos aletas anales.
A pesar de la gran profundidad a la que vive no presenta órganos luminiscentes en el vientre -como otras especies del orden-, teniendo un color del cuerpo gris.

## Hábitat y biología
Es una especie batipelágic
```
marina que Vive en aguas profundas, entre los 450 y los 2500 metros de profundidad,
[
3
]
 entre los 64° de latitud norte y los 51° de latitud sur, distribuido por la costa este del 
océano Atlántico
, 
Mediterráneo
 occidental, 
océano Índico
 y sur del 
océano Pacífico
 desde 
Australia
 hasta 
Chile
.
[
1
]
```

Su hábitat preferido es la parte superior del talud continental, aunque se encuentra con facilidad más abajo y ocasionalmente en aguas casi superficiales de 50 m de profundidad. Se alimenta de peces, crustáceos, moluscos y otros invertebrados, aunque no desprecia la materia orgánica que llega desde el continente, incluso basura.